# جيرمان بيزيلا
جيرمان أليخو بيزيلا (تلفظ بالإسبانية: ‎/xeɾˈman aˈlexo peˈsela/‏؛ من مواليد 27 يونيو 1991) لاعب كرة قدم أرجنتيني يلعب مدافعًا لنادي ريال بيتيس الإسباني و‌منتخب الأرجنتين.

## مسيرته الكروية

### مسيرته المبكرة
انضم بيزيلا إلى فريق الشباب في نادي ريفر بليت في عام 2005، وعمره 14 عامًا، بعد أن مثل نادي أوليمبو.
تم استدعاؤه في مباريات ودية ضد تورونتو ومونتريال إمباكت وإيفرتون. 

### ريفر بليت
بعد أن كان بديلاً في المباراة التي إنتهت بالتعادل التعادل 0-0 خارج أرضه ضد نادي هوراكان في 18 أكتوبر 2009، ظهر بيزيلا لأول مرة في 7 ديسمبر 2011، حيث بدأ المباراة بالفوز 1-0 على أرضه ضد ديفينسوريس دي بيلغرانو في كأس الأرجنتين.  جاء ظهوره الأول في الدوري في 2 مارس من العام التالي، حيث لعب 90 دقيقة كاملة في تعادل فريقه 0-0 على أرضه ضد كيلمس. 
سجل بيزيلا هدفه الأول في 2 سبتمبر 2012، وسجل الهدف الأخير في تعادل فريقه 1-1 مع نادي أتلتيكو كولون.  سجل أيضاً هدف التعادل في تعادل فريقه ف مباراة الكلاسيكو 1–1 على أرضه ضد بوكا جونيورز، بعد ثلاث دقائق فقط من دخوله مقاعد البدلاء. 
في 10 ديسمبر 2014، سجل بيزيلا في نهائي كأس سود أمريكانا 2014 ضد أتلتيكو ناسيونال، كما فاز مع فريقه بأول لقب على الصعيد الدولي بعد غياب دام 17 عاما. 

### بيتيس
في 10 يوليو 2015، وقع بيزيلا عقدًا مدته خمس سنوات مع ريال بيتيس، الصاعد حديثًا إلى الدوري الأسباني.  ظهر لأول مرة مع النادي في 23 أغسطس، حيث بدأ بالتعادل 1-1 على أرضه ضد نادي فياريال. 

### فيورنتينا
بعد انتهاء فترة اعارته مع نادي فيورنتينا خلال 2017-18 الموسم، وقع بيزيلا عقدا لمدة خمس سنوات مع النادي الذي يمتد حتى نهاية موسم 2021-22 بتكلفة وصلت إلي 11 مليون يورو.  قبل موسم 2018-19، أصبح بيزيلا قائد النادي الجديد. 

## مسيرته الدولية
لعب بيزيلا مع الأرجنتين في بطولة تولون 2009. كما ظهر مع المنتخب في بطولة أمريكا الجنوبية تحت 20 سنة 2011 وكأس العالم تحت 20 سنة 2011، وكان دائمًا لاعبًا أساسيًا.
في 1 سبتمبر 2011، تم استدعاء بيزيلا إلى دورة الألعاب الأمريكية ،  ظهر في خمس مباريات وسجل هدفين خلال المسابقة.
في مايو 2018، تم اختياره في تشكيلة الأرجنتين التمهيدية المكونة من 35 لاعبًا لكأس العالم 2018 في روسيا  لكنه لم ينضم إلى التشكيلة النهائية المكونة من 23 لاعب.  في 27 مارس 2019، قاد الأرجنتين في مباراة ودية خارج أرضها 1-0 ضد المغرب. 

## الإنجازات
ريفر بليت
- بريميرا بي ناسيونال : 2011-12
- دوري الدرجة الأولى الأرجنتيني : 2013-14
- كوبا كامبوناتو : 2013-14
- كوبا سود أمريكانا : 2014
- ريكوبا سوداميريكانا : 2015
- كوبا ليبرتادوريس : 2015